# Placówka Straży Granicznej w Świnoujściu
Placówka Straży Granicznej w Świnoujściu – graniczna jednostka organizacyjna Straży Granicznej realizująca zadania w ochronie granicy państwowej.

## Formowanie i zmiany organizacyjne
Placówkę Straży Granicznej w Świnoujściu (Placówka SG w Świnoujściu) utworzono 24 sierpnia 2005 roku w strukturach Morskiego Oddziału Straży Granicznej z przemianowania dotychczas funkcjonującej Granicznej Placówki Kontrolnej Straży Granicznej w Świnoujściu (GPK SG w Świnoujściu).
1 kwietnia 2010 roku Placówka SG w Świnoujściu przejęła obszar służbowej odpowiedzialności tj. powiat kamieński po rozformowanej 31 marca 2010 roku Placówki SG w Międzyzdrojach. 
1 marca 2015 roku zmianie uległa struktura organizacyjna morskiego oddziału Straży Granicznej obejmująca m.in. zniesienie Placówki SG w Rewalu, w jej miejsce powstała Grupa Zamiejscowa z siedzibą w Rewalu  podległa PSG w Świnoujściu.

## Terytorialny zasięg działania
Od 1 kwietnia 2010 roku terytorialny zasięg działania placówki SG w Świnoujściu obejmował: powiat grodzki Świnoujście i powiat kamieński, w tym dwa morskie przejścia graniczne: w Świnoujściu i w Dziwnowie.
1 marca 2015 znaku granicznego nr 893 do zn. gran. nr 923 i dalej do brzegu morza terytorialnego, brzegiem morza terytorialnego na odcinku Świnoujście (m.p.) powiatów kamieńskiego i gryfickiego .
Linia rozgraniczenia z:
1. Pomorskim Dywizjonem Straży Granicznej w Świnoujściu: zn. gran. nr 893, dalej brzegiem Zalewu Szczecińskiego, rzeki Dziwnej i Zalewu Kamieńskiego do granicy gminy Stepnica oraz Goleniów, a także brzegiem morza terytorialnego od granicy z Republiką Federalną Niemiec na odcinku Świnoujście (m.p.) i powiatów kamieńskiego i gryfickiego[3] .
2. placówką Straży Granicznej w Kołobrzegu: granicami gmin Trzebiatów i Brojce oraz Kołobrzeg i Siemyśl[3] .
3. placówką Straży Granicznej w Szczecinie: lądową granicą gminy Stepnica i Goleniów[3] .

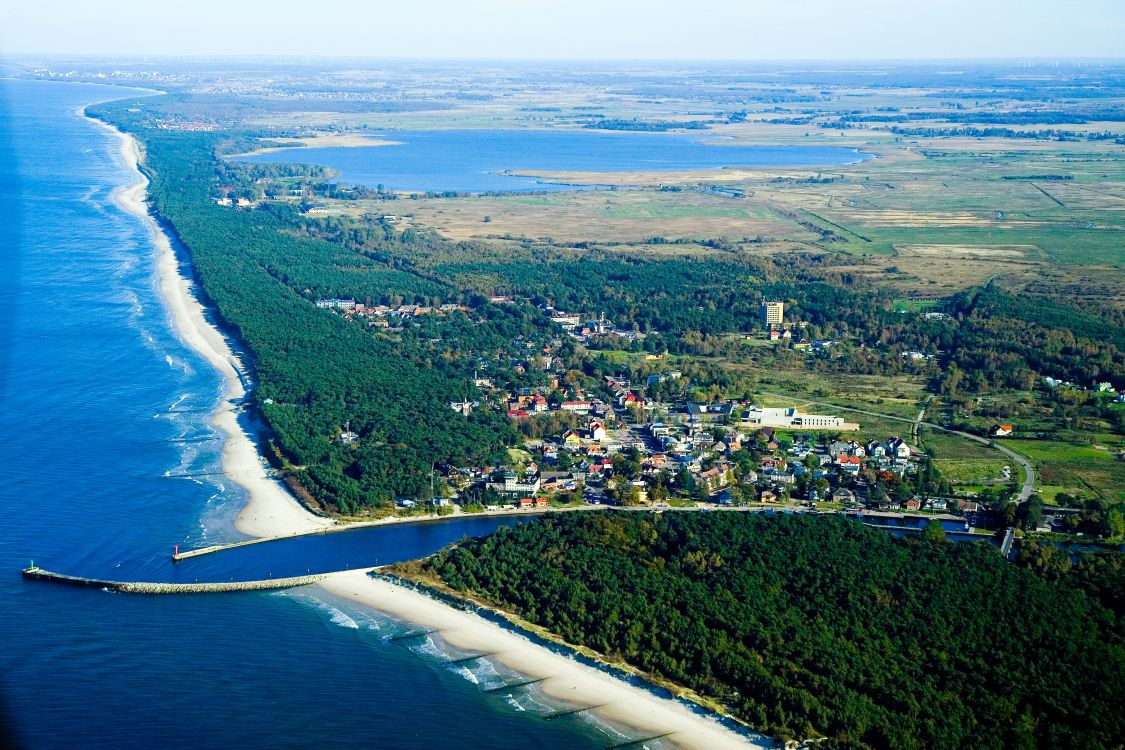
Port morski Mrzeżyno (październik 2007)

Poza strefą nadgraniczną obejmuje: powiat łobeski, z powiatu kamieńskiego gmina Golczewo, z powiatu goleniowskiego gminy Przybiernów, Nowogard, Osina, Maszewo, z powiatu gryfickiego gmina Płoty .

### Przejścia graniczne
- Świnoujście (morskie)[4]
- Dziwnów (morskie)[4]
- Mrzeżyno (morskie)[4] .

(Stan na dzień 1 marca 2015)

### Placówki sąsiednie
- Placówka SG w Szczecinie-Goleniowie ⇔ Placówka SG w Międzyzdrojach – 31.03.2010[1]
- Placówka SG w Szczecinie-Goleniowie ⇔ Placówka SG w Rewalu – 01.02.2012[5]
- Placówka SG w Szczecinie ⇔ Placówka SG w Kołobrzegu – 01.03.2015[3] .

## Komendanci placówki
- ppłk SG Franciszek Czapor (01.06.2007–30.06.2009)[6]
- mjr SG/ppłk SG Sławomir Gorzałczyński (01.07.2009–31.01.2016)[7][4]
- ppłk SG Krzysztof Sosnowski (01.02.2016[8]–nadal).